# Кроањон
Кроањон (фр. Croignon) насеље је и општина у југозападној Француској у региону Аквитанија, у департману Жиронда која припада префектури Бордо.
По подацима из 2011. године у општини је живело 510 становника, а густина насељености је износила 110,39 становника/km². Општина се простире на површини од 4,62 km². Налази се на средњој надморској висини од 66 метара (максималној 103 m, а минималној 26 m).

## Демографија
| 1962. | 1968. | 1975. | 1982. | 1990. | 1999. | 2011. |
| ----- | ----- | ----- | ----- | ----- | ----- | ----- |
| 217   | 226   | 235   | 288   | 349   | 382   | 510   |

График промене броја становника у току последњих година